# Старомихайлівський заказник

Старомиха́йлівський — ентомологічний заказник місцевого значення. Розташовується в Мар'їнському районі Донецької області біля села Старомихайлівка. Статус заказника присвоєно рішенням Донецької обласної виконкому № 652 від 17 грудня 1982 року. Площа — 0,5 га. У заказнику гніздуються дикі бджоли.